# Vite rubate (film 1998)
Vite rubate (Voleur de vie) è un film del 1998 diretto da Yves Angelo, tratto dal romanzo del 1986 Tímaþjófurinn di Steinunn Sigurðardóttir.
È stato presentato in concorso alla 55ª Mostra internazionale d'arte cinematografica di Venezia.

## Produzione
Il film è stato girato nel novembre 1997 sull'isola di Ouessant.

## Riconoscimenti
- 1998 - Mostra internazionale d'arte cinematografica di Venezia
  - In concorso per il Leone d'oro